# جوليس حميدو
جوليس حميدو هو لاعب كرة قدم تشادي في مركز الدفاع، ولد في 28 أغسطس 1987 في دوليمو في سويسرا. شارك مع منتخب تشاد لكرة القدم. أما مع النوادي، فقد لعب مع نادي بيل-بيين.

## وصلات خارجية
- جوليس حميدو على موقع قاعدة بيانات كرة القدم.إي يو (الإنجليزية)
- جوليس حميدو على موقع ناشيونال فوتبول تيمز (الإنجليزية)
- جوليس حميدو على موقع Soccerway.com (الإنجليزية)